# 4059 Balder
För andra betydelser, se Balder (olika betydelser).
4059 Balder eller 1987 SB5 är en asteroid i huvudbältet som upptäcktes den 29 september 1987 av den danska astronomen Poul Jensen vid Brorfelde-observatoriet. Den är uppkallad efter den fornnordiska guden Balder.
Asteroiden har en diameter på ungefär 14 kilometer och den tillhör asteroidgruppen Eos.